# Sábado Negro
O Sábado Negro foi uma série de massacres e confrontos armados em Beirute, que ocorreram nas fases iniciais da Guerra Civil Libanesa.

## História
No sábado de 6 de dezembro de 1975, os corpos de quatro integrantes do Partido Kataeb (ou Falanges Libanesas), agrupamento de direita composto principalmente por cristãos maronitas, foram encontrados em um carro abandonado fora de uma propriedade no leste de Beirute, setor da capital libanesa dominado pelos cristãos.
Os milicianos falangistas na capital reagiram ao episódio com fúria, atribuindo os assassinatos ao Movimento Nacional Libanês (MNL), dominada por esquerdistas muçulmanos libaneses e palestinos. As falanges atacaram os muçulmanos em todo leste de Beirute, disparando indiscriminadamente em multidões. Dezenas ou centenas de muçulmanos feitos reféns foram roubados ou mortos nas ruas da cidade.
Combatentes supostamente liderados por Joseph Saad, cujo filho foi um dos quatro assassinados, começaram a montar postos de controle nas principais vias da capital. Ao longo destas, carros e pedestres que passavam eram interceptados e ordenados a mostrar seus cartões de identificação - estes cartões indicavam a afiliação religiosa. Cada palestino (como refugiados, os palestinos eram apátridas e não tinham bilhetes de identidade) ou muçulmano que passava pelo local era morto. Centenas de pessoas foram assassinadas em poucas horas, a maioria civis. Estimativas sobre o número total de vítimas variam entre 200 e 600. O escritório central das falanges divulgou um comunicado no dia seguinte alegando que a vingança supostamente se limitaria a tomada de reféns, mas se encaminhou para um massacre por causa de alguns que desobedeceram ordens superiores.
Imediatamente depois, o MNL atacou posições falangistas em retaliação. Os combates devastaram a capital e grande parte do interior do país e só cessaram em 22 de janeiro de 1976, mas logo seriam retomados novamente. 